# Камогава
Камогава (яп. 鴨川市 Камогава-си) — город в Японии, находящийся в префектуре Тиба. Площадь города составляет 191,14 км², население — 31 722 человек (декабря 2020), плотность населения — 165,96 чел./км².

## Географическое положение
Город расположен на острове Хонсю в префектуре Тиба региона Канто. С ним граничат города Фуццу, Кимицу, Кацуура, Минамибосо и посёлки Кёнан, Отаки.

## Климат
Камогава имеет влажный субтропический климат (Köppen Cfa), характеризующийся тёплым летом и прохладной зимой без снега. Средняя годовая температура в Камогаве составляет 15,5 °C. Среднегодовое количество осадков составляет 1833 мм, а сентябрь - самый влажный месяц. Самые высокие температуры в августе, около 26,4 °C, и самые низкие в январе, около 6,2 °C

## Население
По данным переписи население Японии города составляет 31 722 человек (декабрь 2020), а плотность — 165,96 чел./км². Изменение численности населения с 1950 по 2020 годы:
| Год  | Население |
| ---- | --------- |
| 1950 | 48 958    |
| 1960 | 46 054    |
| 1970 | 42 308    |
| 1980 | 41 159    |
| 1985 | 40 965    |
| 1990 | 39 866    |
| 1995 | 39 283    |
| 2000 | 37 653    |
| 2005 | 36 475    |
| 2009 | 35 585    |
| 2010 | 35 759    |
| 2014 | 34 345    |
| 2020 | 31 722    |

## История

### Ранняя история
Территория современной Камогавы была частью древней провинции Ава. В районе Коминто в Камогаве Родился Нитирэн, его место рождения - Тандзё-дзи. В период Эдо, это была в основном территория тенрё, контролируемая сёгунатом Токугава, с частями под контролем феодальных доменов Фунагата, Татеяма, Ивасуки и Цурумаки. Короткоживущий (1638-1690) домен Тодзё и период Бакумацу Ханабуса также находились в границах современного Камогавы.

### Современная история
В 1739 году 19 июня бот под командованием Вальтона (входил в состав Южного отряда Шпанберга) бросило якорь у берегов в районе г. Камогава. К борту бота подошло судно с 18 японцами на борту. Они пригласили русских к себе. Вальтон направил к берегу вельбот во главе с штурманом Черкашиным и квартермейстером Казимировым шестерых матросов. Они набрали воды и посетили город Камогава.
```
В 1877 году Камогава пережил вспышку холеры. В начале периода Мэйдзи Камогава состояла из всего района Нагаса с двумя городами и девятью деревнями. Все эти деревни и города (включая город Камогава) стали частью округа Ава в 1890 году. В 1927 году станция Ава-Камогава стала конечной станцией 
линии Сотобо
 и 
линии Утибо
[
5
]
.
 Во время Второй мировой войны город получил многочисленые боибардировки в ходе чего и был уничтожен 
Соединенных Штатов
. После войны город был оккупирован американскими войсками. Вскоре после этого в Камогаве были проведены земельная и экономическая реформы. В 1958 году прибрежные районы Камогавы стали частью Национального парка Минами Босо, а город стал туристическим центром. Камогава был повышен до статуса города 31 марта 1971 года
```

## Правительство
Правительство Камогавы представляетья в виде совета с непосредственно избранным мэром и однопалатным городским советом из 18 человек. Камогава вносит одного участника в собрание префектуры Тиба. С точки зрения национальной политики, город является частью 12-го округа Тибы, нижней палаты парламента Японии.

## Экономика
Камогава служит коммерческим центром для окружающих районов юго-центральной префектуры Тиба. Основным видом промысла в Камогаве по-прежнему является рыболовство, в котором есть пять действующих рыболовных портов. Город славится своим производством сардин и скумбрии. Практикуются производства риса и цветов. Туристическая индустрия является растущей составляющей местной экономики, с посетителями привлекают пляжи, горячие источники курортов, Камогава Seaworld, и Futomi Flower Center.

## Транспорт

### Ж/д
JR East – Утибо Линия
JR East – Линия Сотобе

### Автомобильные дороги
- National Route 128[6]
- National Route 410[7]

## Символика
Деревом города считается сосна, цветком — репа.